# Собака точка ком
Собака точка ком (англ. Dog with a Blog) — американский комедийный сериал, премьера которого состоялась 12 октября 2012 года на канале Disney. В России премьера сериала состоялась 7 января 2013 года. Трансляция регулярного показа началась 23 марта 2013 года. Слоган сериала «Каждой собаке есть, что сказать» («Every dog has his say»).

## Сюжет
Эверии Дженнингс и Тайлер Джеймс, сводные брат и сестра, которые живут в Пасадене, постоянно враждуют друг с другом до тех пор, пока в их доме не появляется собака по кличке Стэн. И теперь подросткам и их младшей сестре, Хлое, придется нелегко, ведь им придется хранить тайну пса — Стэн владеет человеческой речью, и даже ведет свой блог, где записывает свои остроумные наблюдения за людьми. Мать семейства, Эллен Дженнингс, сразу же невзлюбила пса, ведь она терпеть не может собак. А отец, Беннет Джеймс, наоборот, привел Стэна, чтобы дети смогли немного сблизиться. Постоянно стараясь держать в тайне секрет Стэна, дети попадают в различные неприятности и комичные ситуации…

## В ролях

### Главные персонажи
- Эвери Дженнингс (Джи Ханнелиус) — 13-летняя сводная сестра Тайлера и Хлои. Очень умная и трудолюбивая. Всегда и везде все делает в соответствии с правилами, не любит рисковать. Она всегда знает чего хочет. Хочет попасть в юридическую школу. Эвери очень ответственна и ненавидит парней вроде Тайлера. Хотя он и раздражает её, они все равно любят друг друга. Эвери способна решать всякие проблемы, а кроме того является президентом школы, членом команды по чирлидингу и гимнастике, также неплохо жонглирует. У неё есть две лучшие подруги Линдси и Макс.
- Стэн (Кума и Мик) — пес, способный говорить по-человечески, любимый пес Эвери. Ведет собственный блог. Обожает пуделей. Он скрывает свою тайну, и Эвери, Тайлер, Карл и Хлоя — единственные люди, кто знает об этом. Хотя он не любит говорить об этом, но в его родословной был кот. У него есть друг — игрушечная обезьянка Роберт. Озвучивает Стивен Фулл.
- Тайлер Джеймс (Блейк Майкл) — 16-летний брат Хлои и сводный брат Эвери. Тайлер очень популярен в школе и иногда кажется, что хорошие вещи случаются только с ним, может заполучить любую красивую девушку. Бывает очень наивным, чем пользуются другие люди. Также он очень ленив, безответственен и не любит учиться. Гений математики и никудышный актер. Может показаться беззаботным и слишком непринужденным, однако, когда это необходимо он всегда придет на помощь, показывая, что он заботиться о людях.
- Хлоя Джеймс (Франческа Капальди) — 6-летняя сестра Тайлера и сводная сестра Эвери, сладкоежка, очень наивная и подвижная. Родители часто забывают её где-нибудь и каждый раз, компенсируя, покупают ей новую куклу. Очень любит конфеты, хотя ей не разрешают есть много сладкого. Обладает хорошей фантазией и всегда выдумывает что-то невероятное. Часто пугает Тайлера по ночам.
- Беннет Джеймс (Реган Бёрнс) — отец Тайлера и Хлои, отчим Эвери. Детский психолог, который воспитывает своих детей по своей собственной книге о психологии. Купил детям собаку, чтобы сблизить их. Любит петь рождественские гимны, чем часто пугает соседей.
- Эллен Дженнингс (Бет Литтлфорд) — мать Эвери, мачеха Тайлера и Хлои. Просто не переносит собак, в том числе Стэна, однако к концу эпизода «The Parrot Trap», они с псом поладили. Считает себя «кошатницей». Плохо готовит. У неё есть прозвище «Смердэллен» из-за ужасного запаха в машине.

### Второстепенные персонажи
- Линдси (Дениза Мейсонет) — лучшая подруга Эвери. Она обожает шляпки и всегда их носит, даже когда это неуместно. Начинает быстро говорить, когда впадает в панику, и Эвери начинает говорить также. Не столь умна, как Эвери, однако у них очень много общего.
- Макс (Даниэль Сойбельман) — лучшая подруга Эвери и Линдси. Обычно носит темную одежду и всегда настроена негативно, хотя в целом приятная девочка. Говорит, что ненавидит всё.
- Никки Ортис (Кайла Тонтц) — подруга Эвери и соседка семьи Джеймсов. У неё есть собака по кличке Эвита породы чихуахуа, которая раздражает Стэна. Никки, кажется, умеет делать все, кроме свиста. Но все же позже, в одной из серий Эвери научила её этому. Оказывается очень талантливой актрисой. Тайлер проявляет к ней интерес.
- Карл Финк (Л.Дж. Бенет) — сосед семейства и заклятый враг Эвери. Он и Эвери, оба, претендуют на звание самого умного ученика школы. Он считает, что много лет назад именно Эвери украла и съела его крекеры, и поэтому ненавидит её. Карл очень любопытный и назойливый, что даже часто входит в дом Дженнингсов без стука. Любит подслушивать и шпионить. Карл пытался раскрыть тайну Стэна, однако Стэн, Тайлер, Хлоя и Эвери перехитрили его. Позже он узнает о тайне, но сохраняет её.
- Уэс (Пейтон Майер) — парень, в которого была влюблена Эвери во 2 сезоне. Самому Уэсу она тоже понравилась и даже пригласил на школьные танцы. В 17 серии 2 сезона уезжает со своей семьей в другой город, что разбивает сердце девочки.
- Хоук (ястреб) (Ларри Джо Кэмпбелл) — менеджер продуктовой тележки в парке. Приятель Тайлера, Тайлер работает у него в фургоне.
- Принцесса — Собака Хэзер, жена Стена, родила щенков в 15 серии 3 сезона.
- Мейсон (Гриффин Кунитц) — «парень» Хлои, очень странный и всегда забывчивый мальчик (иногда он не понимает, почему оказался в каком-то определенном месте). Он начал «встречаться» с Хлоей, когда последняя сказала: «Мейсон, ты теперь мой парень.» и щёлкнула языком в знак флирта.
- Джейсон (Аарон Кунитц) — брат-близнец Мейсона. Появляется всего раз в сериале (15 серия 3 сезона).
- Хэзер Коллинс (Бриджид Флеминг)  — Хозяйка Принцессы. Злобная, модно одевается.
- Фреди — Сын Стена и Принцессы. Похож на своего отца. Начал говорить позже своей сестры.
- Грейси — Дочь Стена и Принцессы. Похожа на маму. Первой начала говорить.

## В культуре
Популярность сериала привлекла к нему внимание исследователей. Так, Н. Бресслер использует сериал в исследовании об отражении внутрисемейной лжи на американском телевидении.
Леонард Сакс приводит сериал как пример пропаганды неуважения к родителям.